# Johann III. von Grumbach

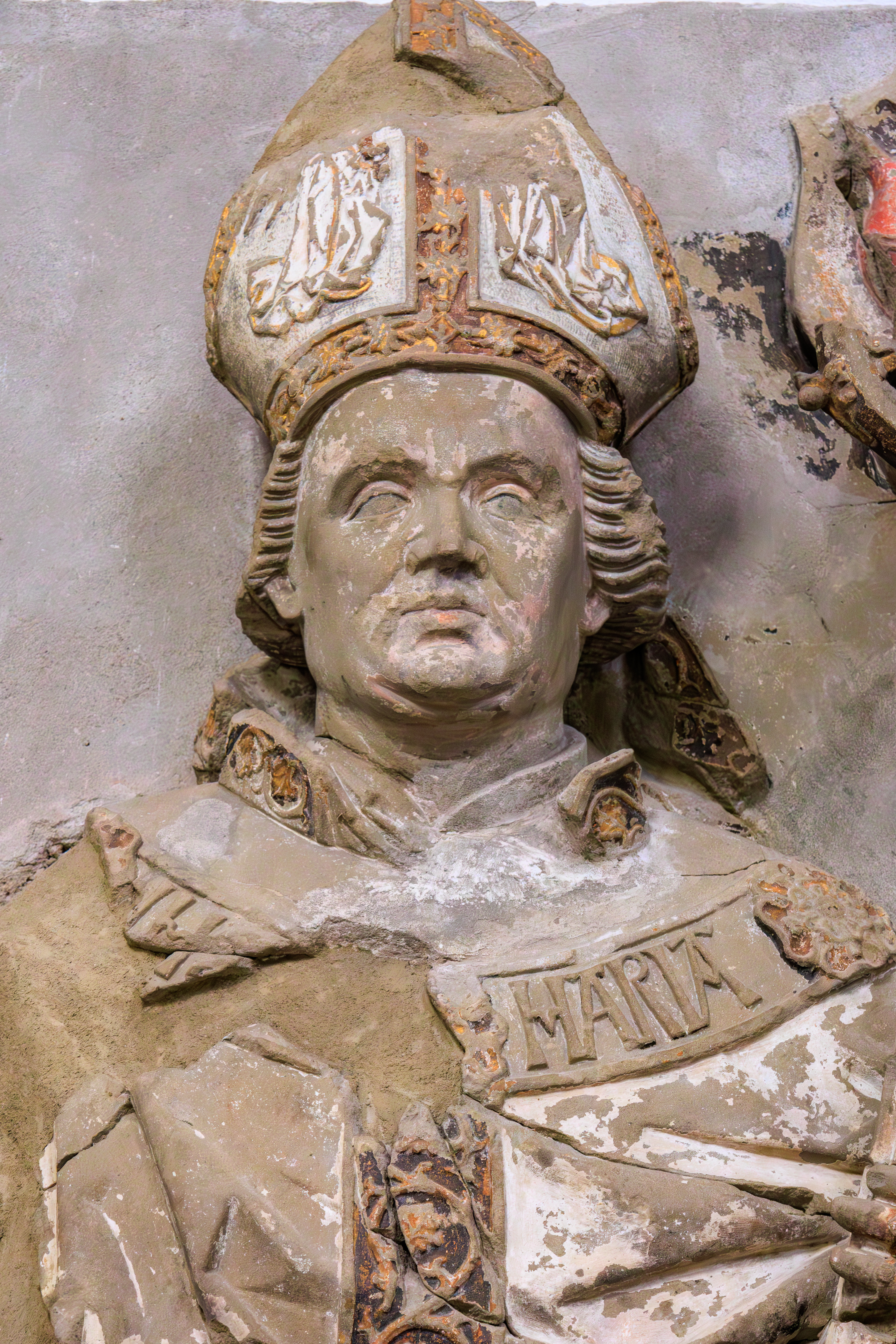
Darstellung des Bischofs auf seinem Epitaph im Würzburger Dom

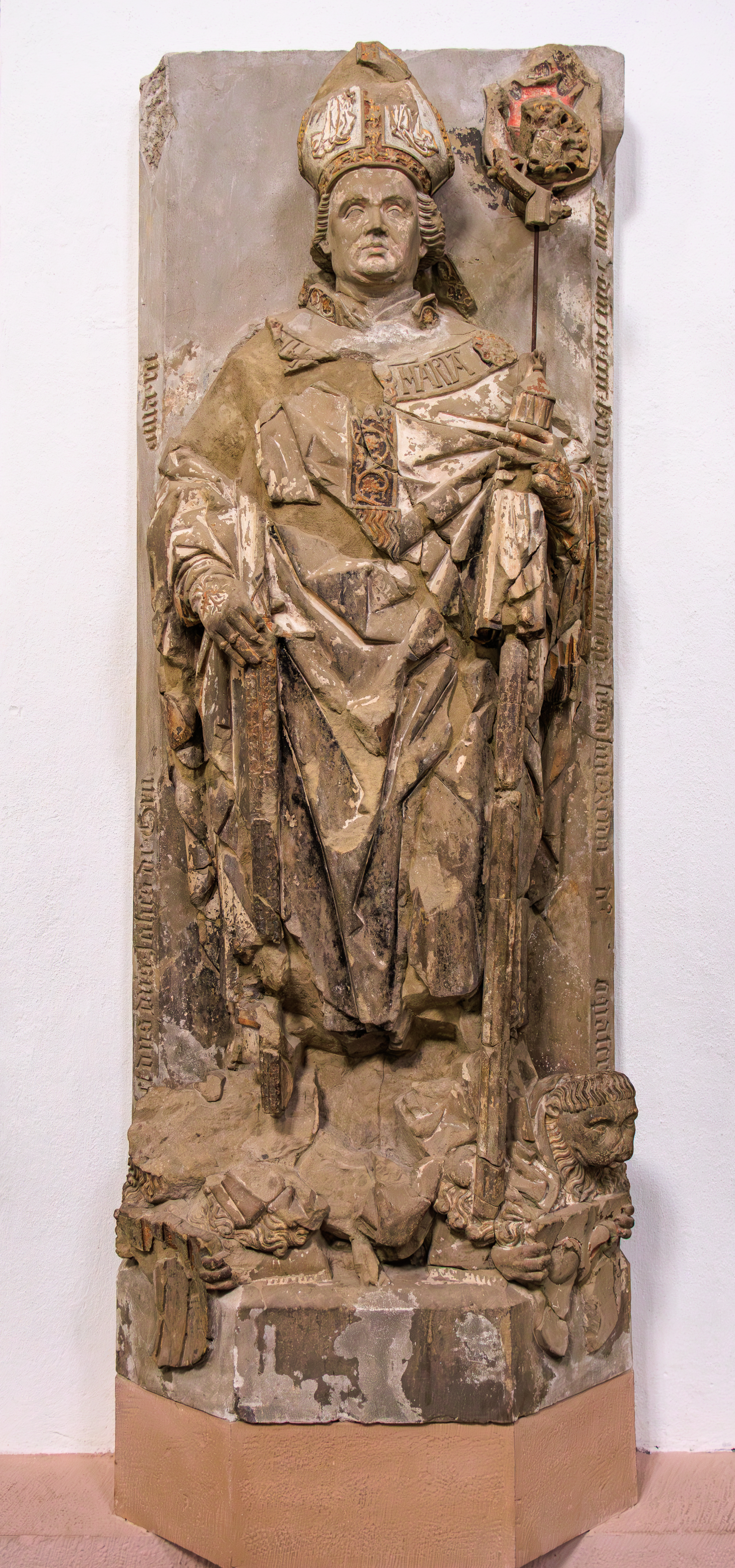
Vollständiger Epitaph aus dem 15. Jahrhundert.

Johann von Grumbach († 11. April 1466 in Würzburg) war als Johann III. Fürstbischof von Würzburg von 1455 bis zu seinem Tod 1466.

## Johann von Grumbach im Familienkontext
Johann von Grumbach stammte aus dem fränkischen Adelsgeschlecht der Wolfskeel von Grumbach, das sich später in dieser Linie nur noch als von Grumbach bezeichnete. Bereits über hundert Jahre vor dem Amtsantritt von Johann III. waren mit Wolfram Wolfskeel von Grumbach und Otto II. von Wolfskeel zwei Mitglieder dieser Familie Fürstbischöfe von Würzburg. Die Familie der Wolfskeel und deren Grumbacher Linie traten nicht zuletzt wegen ihrer zahlreichen Güter im Würzburger Raum immer wieder auch in der Geschichte des Hochstifts Würzburg in Erscheinung, so auch später die Reformatorin Argula von Grumbach oder Wilhelm von Grumbach in der Fehde gegen den späteren Bischof Melchior Zobel von Giebelstadt.

## Biografische Daten
Johann war bereits 1408 Würzburger Domherr und 1432 Propst. Gegenüber dem Fürstbischof Gottfried IV. Schenk von Limpurg, dessen Nachfolger er später wurde, nahm er eine oppositionelle Rolle ein. Während sich dieser durch Zurückhaltung und die Wahrung finanzieller Interessen auszeichnete, erschien Fürstbischof Johann III. von Grumbach in einer sehr kämpferischen Position. Er war von Beginn seiner Amtszeit an in Fehden verwickelt, in denen er sich auch gegenüber lokalen Adelsgeschlechtern durchsetzte. Er schaltete sich in die Konflikte der wachsenden Territorialstaaten unter den Markgrafen von Brandenburg aus dem Haus der Hohenzollern und den bayerisch-pfälzischen Wittelsbachern ein. Zum Ende seiner Regierung begann 1463 eine sich steigernde Auseinandersetzung mit dem benachbarten Hochstift Bamberg, bei dem alte Bündniskonstellationen zu einer neuen Eskalation zu führen drohten. Sein Tod verhinderte allerdings die Fortsetzung dieser Streitigkeiten. Sein Leichnam wurde im Würzburger Dom beigesetzt. Das von Johann III. von Grumbach in Auftrag gegebene Zeremonienschwert, das Fränkische Herzogsschwert anstelle des Krummstabes schien seiner Neigung zu kriegerischen Lösungen Rechnung zu tragen.

## Wappen
Das Wappen des Fürstbischofs ist geviert. Die Felder zwei und drei greifen das wolfskeel-grumbach´sche Familienwappen, einen schreitenden Mohren mit drei roten Rosen auf. Die Helmzier besteht aus einem geschlossenen Flug in Schwarz und Gold. Das erste Feld beinhaltet den Fränkischen Rechen für das Herzogtum Franken und das vierte Feld ein Rennfähnlein in Rot und Silber für das Bistum Würzburg. Der Schlussstein der Ritterkapelle von Haßfurt trägt sein Wappen, Zeichen der Vollendung des Bauwerks unter seiner Leitung. Das Wappen befindet sich auch auf dem Fränkischen Herzogsschwert.

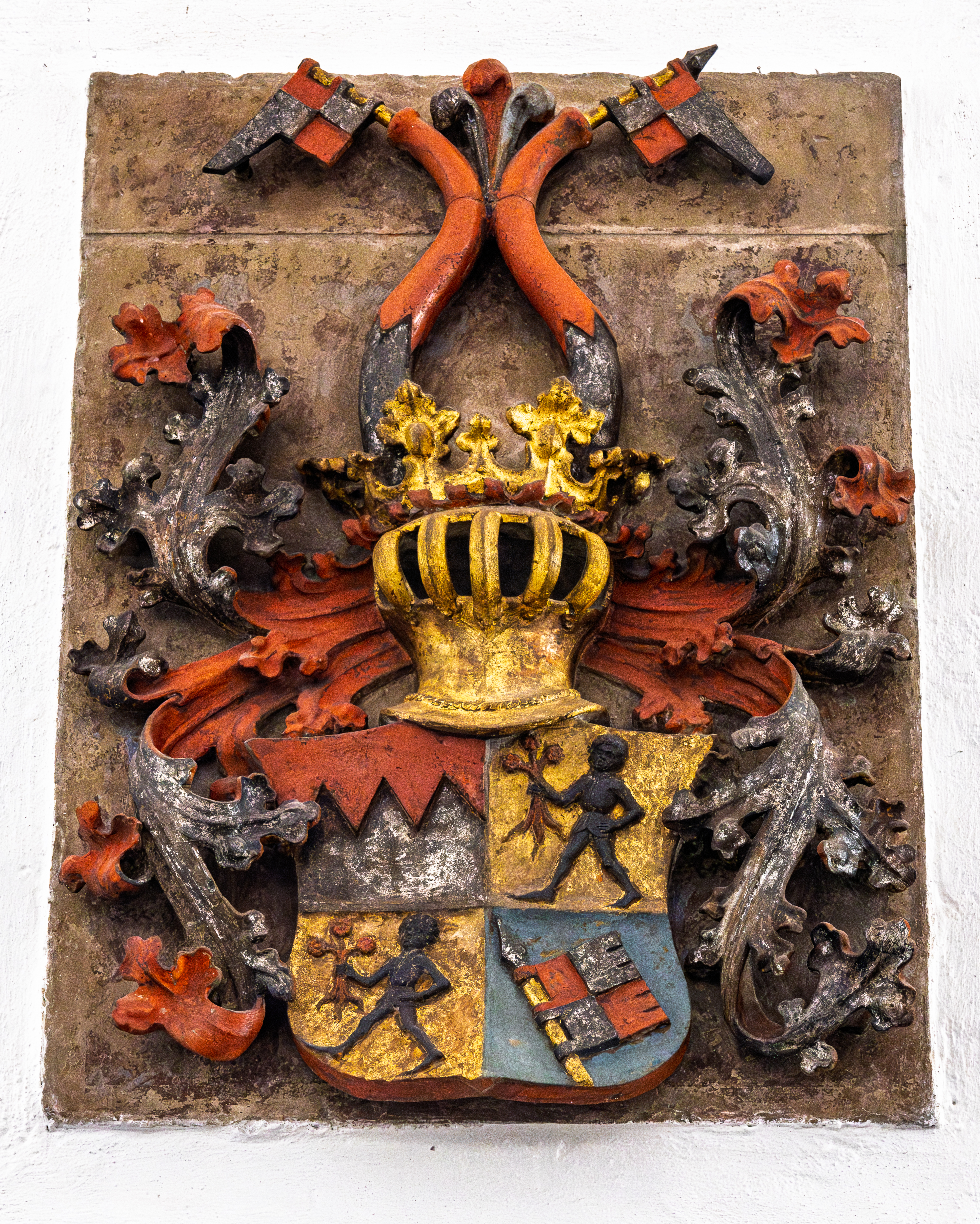
Wappen des Fürstbischofs an der Südwand des südlichen Seitenschiffes im Würzburger Dom.
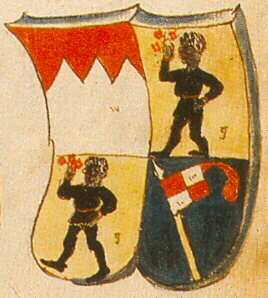
Gemehrtes fürstbischöfliches Wappen im Ingeram-Codex
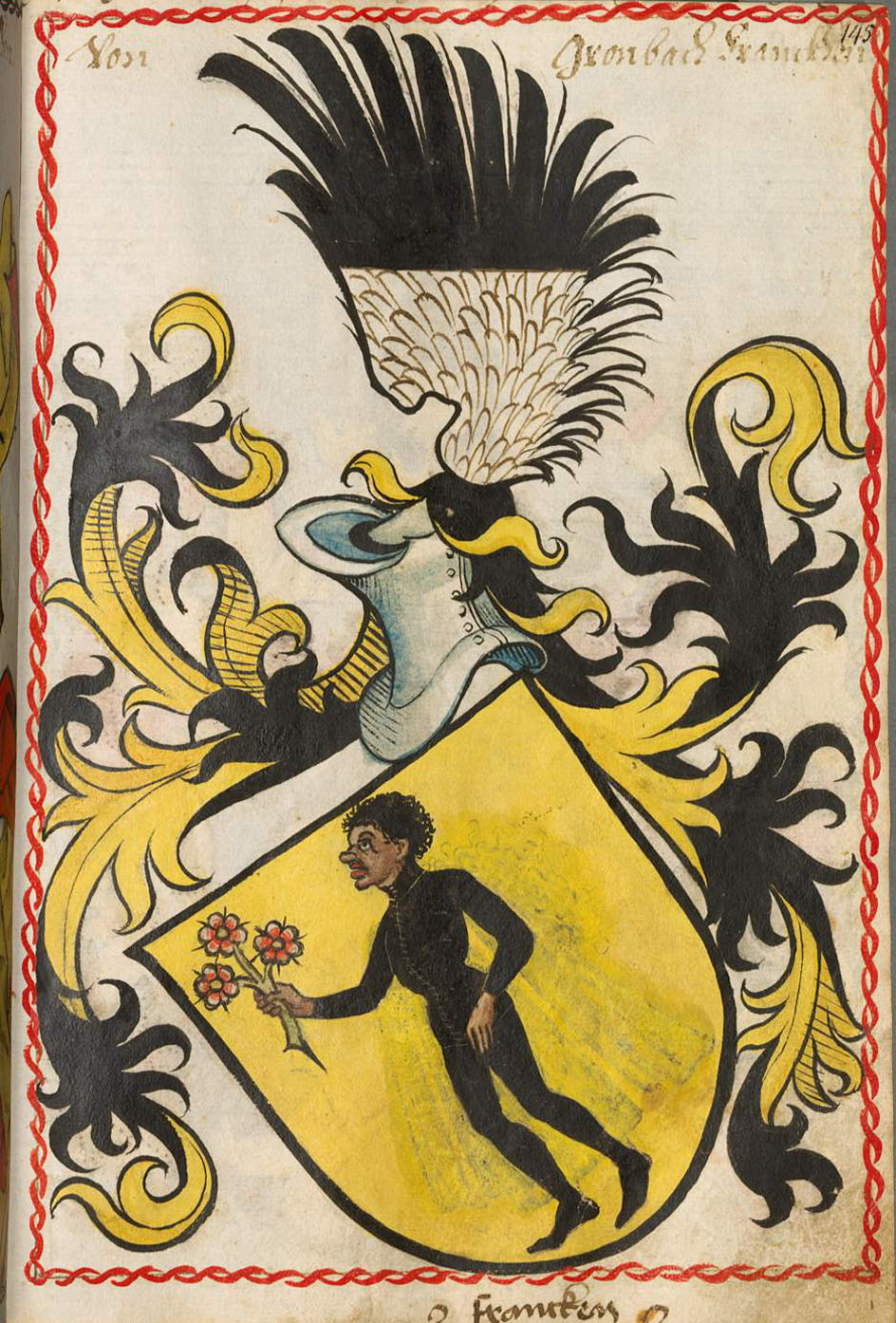
Familienwappen derer von Grumbach nach dem Scheiblerschen Wappenbuch, Johann III. führt es in einem gemehrten Wappen fort.